# Pokrovka (Velîkoploske), Rozdilna
Pokrovka (în ucraineană Покровка) este un sat în comuna Velîkoploske din raionul Rozdilna, regiunea Odesa, Ucraina.

## Demografie
Componența lingvistică a localității Pokrovka
     Rusă (90%)
     Ucraineană (10%)
Conform recensământului din 2001, majoritatea populației localității Pokrovka era vorbitoare de rusă (90%), existând în minoritate și vorbitori de ucraineană (10%).